# حيلة دفاعية
الآليات الدفاعية أو الوسائل الدفاعية أو الدفاعات النفسية هي استراتيجيات نفسية يستخدمها العقل الباطن لحماية الفرد من التوتر الناجم عن الأفكار أو المشاعر المرفوضة وتسعى هذه الاستراتيجيات إلي إيجاد حلول وسط للمشكلات الشخصية، وتُمثل هذه الاستراتيجيات الطرق البسيطة للعقل الباطن في مسايرة التوتر، وتساعد الشخص على إيجاد حلول أكثر قبولا من الناحية الاجتماعية.، كما تفيد هذه الدفاعات في حماية الذات من التهديد. (يرجى عدم الخلط بينها وبين الآليات الواعية لمسايرة الضغط) ويُعد سيجموند فرويد أول من وضع حجر الأساس لهذا المصطلح.
ينتج عن الآليات الدفاعية عواقب صحية أو مُرضية، ويتوقف ذلك علي الظروف المحيطة، ونوع الأسلوب المستخدم ودرجة تكراره. ففي نظرية التحليل النفسي تُعتبر الآليات الدفاعية استراتيجيات نفسية تقوم بدورها عن طريق العقل اللاواعي بإنكار الحقيقة أو تغيرها أو التلاعب بها من أجل حماية الشخص من الشعور بالقلق أو التوتر نتيجة الأفكار غير المقبولة، وحمايته من التهديد، ومن أجل الحفاظ على صورته الذاتية، ومن هذه الآليات المستخدمة في إنكار الحقيقة أو التلاعب بها أو إعادة تشكيلها:
- القمع (الكبت ) محاولة دفن أو إخفاء الأحاسيس أو الأفكار المؤلمة من وعى الإنسان، وهذه الأحاسيس أو الأفكار بدورها قد تعود لتظهر علي السطح بصورة رمزية.
- التماهي(التوحد) وهو إدماج موضوع أو فكرة أو التوحد والتقارب اللاواعي مع الأشخاص الذين يحملون نفس الأفكار.
- التبرير وهو محاولة إيجاد سبب منطقى للسلوكيات أو الدوافع عن طريق اعطاؤها مبررات أو أسباب مقبولة، وبصفة عامة فإن القمع(الكبت)كبت يعتبر الأساس أو القاعدة التي تنبع منها معظم الآليات الدفاعية الأخرى.

الأشخاص الطبيعيون عادة ما يستخدمون أساليب دفاعية مختلفة خلال مراحل حياتهم المختلفة، هذه الآليات الدفاعية يمكنها أن تصبح مرضية عندما يؤدى الاستخدام المتكرر لها إلى صعوبات في التكيف، والذي يتسبب بدوره في حالة نفسية أو جسدية سيئة؛ إذ إن الغرض من الدفاعات النفسية هو حماية الشخص لنفسه من التوتر أو التهديد أو النظرة المجتمعية السيئة، بالإضافة إلى إيجاد مأوى أو ملجأ معنوي يحميه من الموقف الذي لا يستطيع مسايرته في الوقت الراهن. إحدى المصادر المستخدمة لتقييم الدفاعات النفسية هو "استفتاء الاسلوب الدفاعي النفسي (DSQ-40).

## التركيب النفسي أو مستويات النفس
الأنا (الذات -ego) والهو (الشهوات-ID) والأنا العليا (المبادئ والافكار المثالية-superego )
طبقا لنظرية فرويد الشهيرة (نظرية التحليلى النفسى) فإن الإشارات النابعة من الهوى مبنية على مبدأ السعادة أو المتعة، والذي هو الرغبة في إشباع الشهوات والاحتياجات، واعتقد فرويد أن الهو تمثل الإشارات الشهوانية البيولوجية في الإنسان مثل العنف والجنس.
على سبيل المثال فعندما يصدر الهو إشارة ما مثل الرغبة في إقامة علاقة جنسية مع شخص غريب، فإن صراعا ما ينشأ مع الأنا العليا (لوجود مبدأ عدم إقامة علاقة جنسية مع شخص غريب في الأنا العليا مما يتعارض مع الرغبة الناشئة من الهو) وينتج من هذا الصراع الإحساس بالتوتر، وللسيطرة على هذا الإحساس بالتوتر تستخدم الآليات الدفاعية.
اعتقد فرويد أن الصراع بين هذين المستويين يكون مصاحبا لمراحل النفسجنسية.

### تعريفات مستويات النفس المختلفة: الهو والأنا والانا العليا
الهو: وتمثل الهو المخزون اللاواعي من الشهوة الجنسية والطاقة النفسية والتي تغذى الغرائز والعمليات النفسية الأخرى، فالهو تمثل الأنانية والطفولة، والجزء النفسي الذي يهتم فقط بالمتعة التي يعتبر الهو اشباعها أمرا ملحا غير قابل للتأجيل.
الأنا العليا: ويحوى الأنا العليا المبادئ والأخلاقيات والسلوكيات من حيث كونها صوابا أو خطأ، ويتضمن ذلك التقدير والاحترام الواعى للقوانين والتنظيمات وغيرها.
الأنا: تمثل الأنا المنطقة الوسطى بين الغرائز المتمثلة في الهو وبين المبادئ المتمثلة في الأنا العليا؛ فالأنا تسعى للتسوية بينهما بصورة سليمة وصحية لتجنب الصراع بينهما، وبالتالى يمكن تمثيل الأنا بقولنا إنها احساس الإنسان بالزمان والمكان.

### العمليات الأولية والثانوية
يوجد في الأنا عمليتان تعملان بشكل دائم
- العملية الأولية اللاواعية حيث الأفكار موجودة في صورة غير منتظمة؛ وفي هذه العملية يمكن أن يتغير الإحساس أو أن تجتمع المتضادات بدون صراع بينهما، فلا وجود للمنطق ولا لخط الزمان ولا للعقلانية في هذه العملية، والشهوية الجنسية مهمة جدا من أجل هذه العملية.
- العملية الثانوية الواعية حيث الحدود القوية والأفكار المرتبة والمترابطة بشكل منطقى، وهنا ينشأ معظم الأفكار الواعية.

### مبدأ الواقعية
تعد الإشارات النابعة من الهو غير مناسبة للمجتمع الذي يعيش فيه الإنسان، حيث أن الهو ينتج عنه رغبات طالبة للإشباع الفوري فيما يعرف بـ"مبدأ المتعة"، ولكن الواقع والمجتمع يجعل من الإشباع الفوري لهذه الرغبات أمرا بعيد المنال، وبالتالى ينشأ نوع من الضغط والصراع لتعديل مبدأ المتعة لصالح مبدأ الواقعية.

### تكوين الأنا العليا
تتكون الأنا العليا في مراحل نمو الطفل المختلفة عن طريق المبادئ التي يتم زرعها من قبل الوالدين أو الدين أو المقاييس والأعراف المجتمعية، وتتكون الأنا العليا من جزأين:
- الضمير حيث يتم تخزين كل مايعتبره الإنسان أمرا سيئا مستوجبا العقوبة. والجزء الثاني.
- الأنا النموذجى حيث يتم تخزين كل مايعتبره الإنسان أمرا جيدا وبالتالى يستحسن فعله.

### استخدام الأنا للآليات الدفاعية
عندما يسيطر الإحساس بالتوتر أو التهديد نتيجة الصراعات النفسية، تبرز أهمية الأنا في حماية الشخص من هذا التوتر والتهديد وذلك عن طريق الدفاعات النفسية، ويعتبر الإحساس بالتوتر أو التهديد عبارة عن إشارة لتحذير الكائن من الخطر الذي يهدد اتزانه أو استقراره؛ فالتوتر هو عبارة عن زيادة في الضغط النفسي أو الجسدي، وهذا بدوره يدفع إلى استخدام إحدى الدفاعات النفسية لحماية الإنسان من هذا التوتر. حيث تعمل هذه الدفاعات النفسية على تغيير رغبات الهوى وتعديلها لتصبح رغبات مقبولة وبالتالي يقل التوتر.

## النظريات والتقسيمات
تضم قائمة الدفاعات النفسية عدد كبير من الآليات الدفاعية، إلا أنه ليس هناك حسم أو دليل علمي على عدد محدود من هذه الدفاعات، إلا أن العلماء قاموا بالعديد من المحاولات لتقسيم هذه الدفاعات النفسية فطُورت نظريات مختلفة قامت بعدد من التقسيمات، ففي سنة 1936 عددت انا فرويد الآليات الدفاعية التي ظهرت في أعمال أبيها الطبيب النفسي الشهير سيجموند فرويد إلى 10 دفاعات وهي:
- الكبح
- النكوص
- التكوين العكسي
- العزل(الإنعزال)
- الإبطال
- الإسقاط
- الإستدماج
- التحول عكس شخصية الفرد
- القلب للعكس
- التسامي

لقد درس كلا من أنّا فرويد وأبيها سيجموند فرويد الدفاعات النفسية إلا أن آنا فرويد قضت المزيد من الوقت والأبحاث على 5 آليات دفاعية وهم: الكبح، النكوص، الإسقاط، التكوين العكسي، والتسامي (العلية)، واعتبرت أن كل الآليات الدفاعية هي عبارة عن استجابة للتوتر، وكيفية تعامل العقل الواعي واللاواعي مع هذا الضغط في المواقف الاجتماعية.
الكبح : حيث يتم إخفاء المشاعر ونقلها من الشعور أو العقل الواعي إلى اللاواعي لأن هذه المشاعر غير مقبولة اجتماعيا.
النكوص : وهو العودة إلى مراحل متقدمة من النمو النفسي أو البدني حيث تكون المسؤوليات أقل والشعور بالأمان أكثر.
الإسقاط : وفيه يتم نسب المشاعر غير المقبولة إلى الغير، وبالتالي لا يمكنه مواجهتها لأنها بصورة لا شعورية صارت منسوبة إلى غيره.
التكوين العكسي : وهو التصرف بعكس ما يمليه عليه عقله اللاواعي بشكل مبالغ فيهِ وبصورة مفرطة مثلا قد تنجذب امرأة إلى رجل غير زوجها وبالتالي تشعر بالتوتر نتيجة لهذا الإحساس وبالتالي بدلا من أن تخون زوجها فإنها تنتقل إلى آلية التكوين العكسي حيث تبالغ في معاملة زوجها معاملة حسنة وإظهار علامات حبها لزوجها.
التسامي : وتعد واحدة من أكثر الآليات المقبولة حيث يتم فيها التعبير عن الغضب أو التوتر بصورة مقبولة اجتماعيا مثل التخلص من الغضب في لعب الرياضة.
ومن ناحية أخرى طور اوتو إف كيرنبيرج (otto f kernberg 1967) نظرية تنظيم الشخصية الحدية والتي قد ينتج عنها اضطراب الشخصية الحدية، وأوضح أن تنظيم الشخصية الحدية ينشأ عندما لا يستطيع الشخص أن يدمج الصواب والخطأ ويتكامل بينهما بصورة صحيحة، كما أوضح أن استخدام الآليات الدفاعية البدائية هو أمر أساسي لهذا الاضطراب، ومن هذه الدفاعات البدائية الإسقاط والإنكار والانسحاب أو الانفصال (الانشطار)، وهذه الآليات تسمى آليات الدفاع النفسي لمصابي الشخصية الحدية، كما لوحظ أيضا استخدام بعض الآليات الأخرى إلى جانب ما سبق مثل التعريف الإسقاطي وإزالة القيمة، بينما طور العالم جورج إيمان فايلانت (george eman vaillant) في عام 1977 تصنيف للدفاعات النفسية معتمد على مراحل التطور النفسي، وقام بتقسيمها إلى مراحل أربعة هي المرضي، غير الناضج، العصابي، والناضج.
فيما أوضح علماء آخرين أن الدفاعات النفسية هي مجرد مشتقات للشعور الأساسي المتسبب في الشعور بالتوتر، وهذه الدفاعات بدورها تكون متعلقة بتركيبات معينة، وطبقا لهذه النظرية فإن التكوين العكسي يكون متعلق بالمتعة، والرفض متعلق بالقبول، والتثبيط متعلق بالخوف، والنكوص متعلق بالاندهاش أو المباغتة، والتعويض متعلق بالحزن، والإسقاط متعلق بالاشمئزاز، والإزاحة متعلقة بالغضب.
ويتضمن الدليل التشخيصي والإحصائي للاضطرابات النفسية (DSM) المنشور عن جمعية النفسيين الأمريكيين عدد من المحاور التشخيصية التجريبية لهذه الدفاعات النفسية، وقد اعتمد الدليل بصورة أساسية على تصنيف جورج ايمان فايلانت وتصوراته للآليات الدفاعية مع بعض التعديلات.

## تقسيم فايلانت للدفاعات النفسية
قدم الطبيب النفسي فايلانت تقسيم الأربع مستويات للدفاعات النفسية
- المستوى الأول: المرضي (ويشمل الإنكار الذهاني والإسقاط التضليلي)
- المستوى الثاني: غير الناضج (ويشمل الخيال والإسقاط والعدوان السلبي والتنفيث)
- المستوى الثالث: العصابي (ويشمل التكوين العكسي والإزاحة والنكوص )
- المستوى الرابع: الناضج (ويشمل التسامي والقمع (الكبح أو الكبت )والإيثار والحدس )

### المستوى الأول: المرضي
وفيه تكون الدفاعات المرضية مستخدمة بشكل شبه دائم وغالبا ما تكون مضرة، حيث إن هذه الدفاعات توهم الشخص بقدرته على إعادة تشكيل الواقع على هواه بصورة تجعله لا يشعر بالتوتر، وبالتالي لا يحتاج إلى التعامل مع المشكلة الحقيقية، وعادة ما يبدو مستخدم هذه الدفاعات المرضية للآخرين على أنه إنسان غير عقلاني.
عادة ما تشيع هذه الدفاعات في مرضي الذهان، إلا أنه على الرغم من ذلك فإن هذه الدفاعات قد توجد بشكل طبيعي في فترات الطفولة، وتشتمل ما يأتي:
- الإسقاط الوهامي: خرافات وأوهام بعيدة كل البعد عن الواقع وتكون لها طبيعة اضطهادية.
- إقلاب (تحويل): وفيه يظهر الصراع النفسي الداخلي في صورة جسدية مثل العمى أو الشلل أو الصمم وأحيانا يطلق على هذه الظاهرة هستيريا.
- الإنكار: وهو رفض تقبل الحقيقة أو الواقع لأن تقبلها يشكل تهديد مباشر لذاته، ويجادل حول هذا الواقع ودائما ما ينعته بأنه غير موجود وغير حقيقي، وهذا بدوره يحل الصراع النفسي بداخله ويقلل من التوتر برفضه لهذا الواقع المسبب للتوتر.
- التحريف أو التشويه: وهو إعادة تشكيل الواقع أو الحقيقة بما يتوافق مع هواه وبالتالي لا يسبب له قلق.
- الانفصام: وهو أسلوب بدائي ويسمي أسلوب التفكير أبيض-أسود، أو أسلوب الكل أو اللاشيء، بحيث يصعب جمع صفات حسنة وسيئة في أحد ما في وقت واحد، وذلك لأن التمثيل النفسي للخطأ والصواب بداخله هو تثميلا غير صحي وبصورة غير مندمجة، وبالتالي تكون التجارب إما أنها تجربة جيدة دون عيوب أو تجربة سيئة دون مميزات، دون وجود نظرة متوسطة تري العيوب والميزات معا.
- الإسقاط المفرط:إنكار مفرط للعجز الذي بداخله أو غيره من الأفكار السلبية ونسبتها لشخص آخر.
- عقدة التفوق أو الاستعلاء:وهي إحدى الآليات النفسية حيث يشعر الشخص بمشاعر العظمة والتفوق عن الآخرين، وهذا الإحساس من العلو فوق المعتاد وبأنه شخص خاص مميز يؤدى إلى صعوبات في العلاقات الاجتماعية في الحياة العامة.
- عقدة الدونية أو النقص: وتظهر من خلال سلوكيات نابعة عن إحساسه بنقص الثقة بالنفس ونقص إحساسه بقيمة ذاته، وزيادة في الشكوك وعدم التوكيدية، والشعور بعدم لحاقه بالمستويات الاجتماعية وأنه شخص غير محبوب، وعادة ما يكون التحكم الاستبدادي محاولة لتعويض هذا الإحساس بالنقص والدونية ورفض الذات.

### المستوى الثاني: غير الناضج
وتوجد الآليات الدفاعية التابعة لهذا المستوى في البالغين، حيث تقلل هذه الآليات من الضغط والتوتر الناجم عن بعض الأشخاص الذين يهددون وجودهم ظاو الواقع غير المريح.
الاستخدام المتزايد لهذه الآليات يكون عادة غير مقبول اجتماعيا، ولذلك فهم غير ناضجين وصعب التعامل معهم وبعيدين كل البعد عن الواقع، وبالتالي فإن هذه الآليات غير الناضجة قد يؤدى كثرة استخدامها إلى مشاكل خطيرة، حيث لا يستطيع الشخص التعامل مع حياته بفاعلية وواقعية، ومن هذه الدفاعات ما يلي:
- تنفيس: التعبير المباشر لرغبات اللاواعى عن طريق الأفعال بدون الإحساس المباشر بهذه المشاعر التي قادت إلى هذا التعبير أو هذا الفعل.
- الخيال: الميل إلى العيش في خياله الخاص حتى يتمكن من حل المشكلات الداخلية والخارجية بعيدا عن الواقع.
- تفكير رغبوي (التمني): تخيل صنع قرارات طبقا لما قد يراه سببا في سعادته بعيدا عن المنطق والعقلانية والحقيقة.
- التقدير المثالي: المبالغة في التقدير ورفع الشأن مما يعمي الفرد عن حقيقة الشيء ويحرمه من الموضوعية.
- السلبية العدوانية: التعبير عن العدوان تجاه الآخرين بصورة غير مباشرة أو سلبية، عادة عن طريق التسويف.
- الإسقاط: حيث أن الإسقاط يقلل التوتر وذلك من خلال السماح للأفكار أو الرغبات غير المقبولة بالظهور بدون إدراك ذلك بصورة واعية، وذلك عن طريق نسب هذه الأفكار أو الرغبات غير المقبولة للآخرين، مثل التعصب والغيرة، بهدف نقل الأفكار غير المقبولة ونسبتها إلى شخص آخر وبالتالى الشعور بأن الأفكار السيئة نابعة من الآخرين وليست منه.
- التماهي الإسقاطي: ويعد التعريف الإسقاطي خطوة أكثر تقدما من الإسقاط، حيث يسقط الشخص مشاعره وأفكاره على شخص آخر ومن ثم يعترف أنه مشابه لهذا الشخص أو متعارف مع أفكاره، وذلك بغية ألا يكون هو الشخص الوحيد السيئ.
- جسدنة : تحويل الأفكار والمشاعر السلبية إلى أعراض جسدية.

### المستوى الثالث: العصابي
وفيه تعتبر الآليات الدفاعية آليات عصابية، وقد تستخدم هذه الآليات من قبل البالغين، ويميز هذه الدفعات الفوائد قصيرة المدى، كالسماح بمسايرة الواقع، لكنها عادة ما تؤدى إلى مشاكل طويلة المدى في الحياة العامة والعلاقات الاجتماعية إذا ما استخدمت كآليات دفاعية أساسية في مواجهة الضغوط ومنها:
- الإزاحة: حيث يتم نقل الرغبات الجنسية أو العدوانية لمكان أقل خطرا وأكثر قبولا عن طريق إعادة توجيه المشاعر إلى مكان أكثر أمانا، وفصل المشاعر عن مغزاها الحقيقي، وتوجيه هذه المشاعر تجاه شخص أقل عدوانية وأقل خطرا من أجل أن يمنع نفسه من التعامل مع الخطر المباشر، على سبيل المثال: أم تصيح بأبنائها بسبب غضبها من زوجها.
- التفارق(الانفصال): تعديل نفسي مؤقت يقوم فيه العقل بفصل الشعور المصاحب لفكرة أو موقف معين أو حتى فصل نفسه عاطفيا عن المجتمع كما في أحلام اليقظة.
- الوهام (التوهم): انشغال مبالغ فيه أو قلق من الوقوع في مشاكل خطيرة -بدون دليل- وبالتالي تجنبها.
- استذهان (عقلنة): شكل من أشكال عزل النفس والتركيز على أجزاء عقلانية متعلقة بالموقف من أجل أن يبعد نفسه عن القلق المصاحب لهذا الموقف، بمعني فصل المشاعر عن الأفكار والتركيز على الأجزاء العقلانية.
- الإنعزال: عزل المشاعر عن الأفكار أو الأحداث، ومثال ذلك: ضابط تحقيقات يصف تفاصيل جريمة دون أن يتأثر.
- التبرير: إقناع نفسه بمبررات كاذبة وغير حقيقية.
- التكوين العكسى: قلب الرغبات غير الواعية والتي يراها الشخص على أنها رغبات محرمة وغير مقبولة إلى عكسها وبالتالى فإن تصرفاته تكون بعكس ما يريده في الحقيقة، لان التصرفات التي يريدها سوف تسبب له نوعا القلق.
- النكوص: وهو حالة مؤقتة حيث يعود فيها الشخص نفسه لمرحلة متقدمة بدلا من التعامل مع الواقع بأسلوب ناضج، على سبيل المثال: قضم الأظافر في حالة التوتر.
- الكبح: هي محاولة لإبعاد الأفكار أو الرغبات غير المقبولة عن الواعى عن طريق تحريكها إلى اللاواعى وبالتالي منعها من الظهور.
- الابطال: حيث يتراجع الشخص عن الرغبات غير الصحية أو المدمرة عن طريق تنفيذ عكس ما كان يريده.
- الإنسحاب : هو عبارة عن مبالغة في الدفاع عن الذات حيث ينسحب الشخص بنفسه من الموقف بصورة كاملة خوفا من تذكيرهِ بفكرة أو إحساس مؤلم.
- المقارانات الاجتماعية: وتستخدم كآلية لتقييم النفس حيث أن الشخص ينظر لشخص آخر معتبرا إياه أسوأ منه، من أجل فصل نفسه عنه، وبالتالي يرى نفسهُ أفضل منه.

### المستوى الرابع: الناضج
عادة ما توجد الآليات التابعة لهذا المستوى في الأشخاص السويين نفسيا، وتعتبر هذه الدفاعات ناضجة على الرغم من أنها قد تكون تطورت عن دفاعات غير ناضجة في مراحل النمو أو التطور المختلفة، وتتكون هذه الدفاعات خلال مراحل الحياة من أجل تحسين المجتمع البشري والعلاقات الاجتماعية، واستخدام هذه الآليات يعزز الإحساس بالمتعة والتحكم بالذات، وتساعد هذه الآليات علي إدارة الصراعات النفسية بصورة جيدة، كما يعتبر الأشخاص الذين يستخدمون هذه الآليات أشخاص أقوياء وفضلاء.
- الإحترام: وهو محاولة إظهار الاعتبار والتقدير تجاه الغير وقد يكون هذا الاحترام ناشئ نتيجة وجود صفات جيدة تستدعي الاحترام في الآخرين، أو أن هذا الاحترام هو نابع عن الارتقاء النفسي للشخص ذاته، والعلاقات المبنية على عدم الاحترام نادرا ما تستمر، ونقص الاحترام من بين أكثر الأسباب المسببة للصراعات في العائلة والمجتمعات.
- الاعتدال أو التوسط: إزالة أو تقليل الأفكار المتطرفة والبقاء في منطقة الحدود المقبولة عن طريق كبح النفس ورغباتها.
- الصبر: وهو مستوى تحمل الشخص لظروف صعبة مثل التجاهل أو الإغضاب أو الانتقاد أو الهجوم قبل أن يتحول إلى السلبية أو العدوانية والصبر هو أمر مستحب في جميع الأديان
- الشجاعة: هي القدرة العقلية والإرادة لمواجهة الصراعات أو الخوف والألم والخطر وعدم التأكيد والإحباط وغيرها، والشجاعة الجسدية عادة ما تزيد العمر بينما الشجاعة الأخلاقية تحفظ مبادئ العدل والقيم والعدالة.
- التواضع: وفيها ينظر الإنسان إلى نفسه معتبرا أن له عيوبا ونقائص، فالتواضع هو تفكير عبقري فيه يحترم الإنسان نفسه دون أن يفكر فيها بأنها حسنة أو سيئة بشكل مبالغ فيه.
- اليقظة: تبني توجه معين تجاه التجربة الذاتية في الحياة عند النظر إليها في الوقت الحالي، ويتميز هذا التوجه بالانفتاح والقبول.
- التقبل: حيث يوافق الإنسان ويتقبل واقعه ويدرك الحالة والموقف الذي يمر به دون اللجوء إلى إنكاره أو تشويهه أو الانسحاب منه، وعادة ما تنصح الأديان بهذا النوع من الآليات الدفاعية (وهو القبول) عندما يكون الموقف غير محبوب وفي نفس الوقت غير قابل للتغيير.
- الامتنان: وهو إحساس بالشكر والتقدير تجاه قطاع عريض من الناس والأحداث، ويمثل الامتنان حالة من الجذب لمستويات عليا من السعادة، وعادة ما يحظى الامتنان بقيمة كبيرة في الأديان والفلسفات المختلفة.
- الإيثار: وهو الخدمة البناءة للآخرين والتي تجلب السعادة والإشباع النفسي.
- التحمل(التسامح): وهو السماح بحدوث أشياء يستنكرها الإنسان.
- الرحمة: وهو أسلوب متسامح للأشخاص الذين يمكنهم إنزال العقاب بغيرهم ولكنه يفضل العفو.
- العفو: كبح جماح الغضب نتيجة لاعتداء الغير، أو ارتكابه أخطاء معينة، ومسامحته دون مقابل.
- الفكاهة: وهو التعبير عن الأفكار أو المشاعر والتي عادة ما تكون ذات طبيعة مؤلمة بصورة مزاحية تعطى البهجة للآخرين، على سبيل المثال: السخرية من النفس عند انتقادها.
- التماهي (التوحد): وهو التقارب الذهني اللاواعي من شخص يحمل نفس الأفكار أو أفكار محببة للنفس، وبالتالي يمكن للفرد أن يجمع ويستعير إلى نفسه ما في غيره من صفات مرغوبة.
- الاستدماج: هو امتصاص فكرة معينة لدرجة أنها تصبح جزء منه.
- التعلية (التسامي): هو الارتفاع بالدوافع التي لا يقبلها المجتمع وتصعيدها إلى مستوى أعلى وذلك بتحويل الأفكار والغرائز السلبية إلى أفعال إيجابية، على سبيل المثال: لعب الرياضة للتخلص من العنف والعدوان الذي يشعر به.
- الحدس أو التوقع: وهو التخطيط المنطقي لعقبات المستقبل.
- الكبح: وهو النقل الواعي للأفكار إلى الجزء اللاواعي أو هو القرار الواعي لتأجيل التفكير في أفكار أو رغبات أو احتياجات معينة من أجل مسايرة الواقع الحالي.
- الكفاية العاطفية للنفس: حيث يكون الشخص غير معتمد في استمداد قيمته على الآخرين، بل تكون قيمته نابعة من الداخل.

## دفاعات نفسية أخرى
- التعويض: هو محاولة الفرد النجاح في ميدان لتعويض عجزه في ميدان آخر.
- التثبيت: هو توقف نمو الشخصية عند مرحلة من النمو.
- السلبية: هي مقاومة المسئوليات والضغوط.
- العدوان: هجوم نحو شخص آخر.
- الانسحاب: الهروب عن عوائق إشباع الدوافع والحاجات.
- أحلام اليقظة: اللجوء إلى عالم الحلم والخيال بعيدا عن الواقع.
- الأحلام: خيالات وصور لا إرادية يراها النائم.
- النسيان: إخفاء المواقف غير المقبولة.
- التعميم: تعميم خبرة معينة على سائر التجارب.
- الرمزية: اعتبار مثير لا يحمل أي معنى انفعالي رمزا لفكرة أو اتجاه مشحون انفعاليا.
- الاستبطان: عملية أشبه ما تكون بعملية التحليل النفسي إلا أنه يجريها الفرد على نفسه بنفسه.
- التعويض المتطرف: التعويض عن نواحي الضعف أو النقائص مع تجاوز حدود الملاءمة والجنوح إلى ناحية الشذوذ الملحوظ.
- الاستعواض (الاستبدال النفسي): عملية صد يقوم بها العقل لهجمات الحصر بالاستعاضة الآلية اللاشعورية عن دوافع أو ميول أو انفعالات أو موضوعات ينفر منها الضمير أو يستهجنها المجتمع بغيرها من الدوافع أو الانفعالات أو الموضوعات التي يقرها الضمير.